# Hideki Nagayama
Hideki Nagayama (thailändisch ฮิเดกิ นากายามะ; * 15. August 1996 in Bangkok) ist ein thailändischer Eishockeyspieler der seit 2023 für Lexicon Lumberjack in der Siam Hockey League spielt.

## Karriere
Hideki Nagayama, der als Sohn japanischstämmiger Eltern in Bangkok zur Welt gekommen war, spielte zunächst bei den Sports Corner Snipers in der Thai World Hockey League. 2014 ging er für ein Jahr nach Kanada, wo er bei den Meaford Knights und Collingwood Ice spielte. Von 2015 bis 2019 folgten vier Jahre in Europa, die ihn nach Schweden, Dänemark und Deutschland führten. Seit 2019 spielt er wieder in Thailand, wo er zunächst für PEAK und seit 2023 für Lexicon Lumberjack in der Siam Hockey League auf dem Eis steht.

### International
Im Juniorenbereich spielte Nagayama für Thailand beim IIHF U18 Challenge Cup of Asia 2012, den er mit seiner Mannschaft gewinnen konnte.
Nagayama spielte beim IIHF Challenge Cup of Asia 2016 erstmals für die thailändischen Herren und belegte dort den vierten Platz. Auch 2017, als beim Turnier in seiner Geburtsstadt Bangkok mit Platz drei erstmals ein Medaillenrang erreicht wurde, und 2018, als der zweite Platz errungen wurde und er selbst die meisten Vorlagen des Turniers gab, nahm er am Challenge Cup teil. Zudem nahm er an den Südostasienspielen 2017, als die Silbermedaille gewonnen wurde, und 2019, als der Titel gewonnen wurde, teil.
Im Weltmeisterschaftssystem der IIHF nahm er erstmals an der Qualifikation zur Division III 2019 teil. Es folgten die Teilnahmen an den Turnieren der Division III 2022 und 2023. Zudem spielte er beim Qualifikationsturnier für die Olympischen Winterspiele in Peking 2022.

## Erfolge und Auszeichnungen
| - 2012 Goldmedaille beim IIHF U18 Challenge Cup of Asia - 2017 Bronzemedaille beim IIHF Challenge Cup of Asia - 2017 Silbermedaille bei den Südostasienspielen - 2018 Silbermedaille beim IIHF Challenge Cup of Asia | - 2018 Meiste Torvorlagen beim IIHF Challenge Cup of Asia - 2019 Goldmedaille bei den Südostasienspielen - 2022 Aufstieg in die Division III, Gruppe A, bei der Weltmeisterschaft der Division III, Gruppe B |